# Squamopleura curtisiana
Squamopleura curtisiana är en blötdjursart som först beskrevs av E.A.Smith 1884.  Squamopleura curtisiana ingår i släktet Squamopleura och familjen Chitonidae. Inga underarter finns listade i Catalogue of Life.